# Театр «Софія»
Театр «Софія» (болг. Театър „София“) — драматичний театр у Софії.

## Історія
Театр існує з 1966 року. Спочатку він називався «Театром поезії та естради», а своє нинішнє ім'я носить з кінця 1969 року. Його першим директором був Андрей Чапразов, першим режисером — Леон Даніель. В даний час директором є актор Іриней Константинов. Театр розташований на бульварі Янко Саказова 23 А.

## Будівля театру
Театр «Софія» має 49-річну історію та є найстарішим театром у Софії. Це єдиний театр в столиці (після Національного театру Івана Вазова), будівля якого була спеціально побудована для театру.
Споруда має два зали — великий зал, який налічує 314 місць, і камерний зал, що містить від 60 до 74 місць (в залежності від виконання).
В театрі працює одна акторська трупа, що фінансується за міський рахунок.
Крім залів театр має фоє, що використовується для проведення семінарів, презентацій та виставок.